# Ehescheidung (Türkei)
Nach türkischem Recht ist die gerichtliche Ehescheidung (türkisch Boşanma) sowohl aus Verschuldens- als auch Zerrüttungsgründen möglich.

## Geschichte

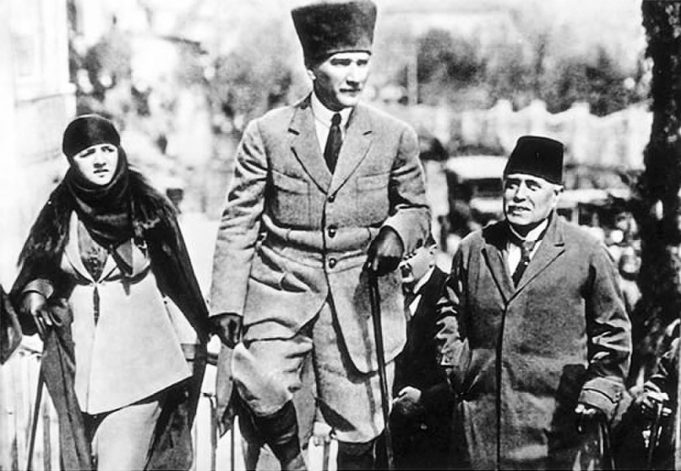
Latife Hanım (Uşşaki) und Mustafa Kemal Pascha (Atatürk), deren Ehe 1925 noch durch Verstoßung beendet wurde

Bei der Schaffung des osmanischen Zivilgesetzbuches (Mecelle) ausdrücklich unberücksichtigt geblieben, wurde das Familienrecht erstmals Anfang des 20. Jahrhunderts teilweise kodifiziert. Die kurzlebige Verordnung über das Familienrecht regelte in den Art. 102 ff. neben der Scheidung der islamischen Ehe auch das Scheidungsrecht nichtmuslimischer Minderheiten.
Das Ende des Ersten Weltkriegs brachte auch das Ende des Osmanischen Reiches. Nach dem aus türkischer Sicht erfolgreich geführten „Befreiungskrieg“ verpflichtete sich die Türkei im Vertrag von Lausanne vom 24. Juli 1923 als Gegenleistung für die Aufhebung der Kapitulationen völkerrechtlich zur Neuordnung ihres Rechts- und Justizwesens. Zunächst war hierfür auf dem Gebiet des Zivilrechts zwar ausdrücklich eine Integration islamischen Rechts in das neue Rechtssystem geplant, doch die Regierung verwarf letztlich das Vorhaben zugunsten einer umfassenden Rezeption europäischen Rechts. Am 4. April 1926 wurde die Übersetzung des amtlichen französischen Textes des Schweizerischen Zivilgesetzbuchs (chZGB) mit geringen Änderungen als Türkisches Zivilgesetzbuch (tZGB) im Amtsblatt veröffentlicht. Gemeinsam mit dem neuen Obligationengesetzbuch trat das tZGB am 4. Oktober 1926 in Kraft.
Zum 1. Januar 2002 trat eine Neufassung des tZGB in Kraft, die hinsichtlich der Scheidungsgründe keine inhaltlichen Änderungen enthält.

## Vorbemerkung
Das türkische Scheidungsrecht ist in den Art. 161 ff. tZGB normiert. Die Art. 161 bis 166 tZGB enthalten einen abschließenden Katalog an Scheidungsgründen (boşanma sebepleri), bei denen eine Unterscheidung zwischen absoluten (mutlak) und relativen (nisbî) Scheidungsgründen zu treffen ist. Im Gegensatz zu relativen Scheidungsgründen, die eine Prüfung der Zumutbarkeit der Ehefortführung und Feststellung einer tatsächlichen tiefen Zerrüttung der Ehe erfordern, begründet die Erfüllung der Tatbestandsvoraussetzungen eines absoluten Scheidungsgrundes eine unwiderlegbare Vermutung für eine tiefe Zerrüttung der Ehe.
Zudem findet nach türkischer Doktrin eine Unterscheidung zwischen besonderen (özel) und allgemeinen (genel) Scheidungsgründen statt. Während die besonderen Scheidungsgründe der Art. 161 bis 165 tZGB bestimmte einzelne Scheidungstatbestände umfassen, sind die auf dem Zerrüttungsprinzip basierenden allgemeinen Scheidungsgründe des Art. 166 tZGB ohne Umschreibung konkreter Situationen gefasst.
Scheidungsklagen können auf mehrere Scheidungsgründe gestützt werden, wobei die besonderen Scheidungsgründe als leges speciales Vorrang genießen.
Nach weitestgehender Einigkeit kann der Richter zur Klärung von Zweifelsfällen auch auf schweizerische Literatur und Rechtsprechung zurückgreifen, sofern diese mit türkischem Recht verträglich ist. Zu beachten ist jedoch, dass seit der im Jahr 2000 in Kraft getretenen Revision des chZGB zwischen türkischem und schweizerischem Ehescheidungsrecht keine Gemeinsamkeiten mehr bestehen.

## Besondere Scheidungsgründe

### Ehebruch
Der Ehebruch (zina) im Sinne des Art. 161 tZGB ist ein besonderer, verschuldensabhängiger und absoluter Scheidungsgrund, der als die mit freiem Willen vorgenommene geschlechtliche Vereinigung eines Ehegatten mit einer dritten Person anderen Geschlechts definiert wird. Gleichgeschlechtlicher Geschlechtsverkehr sowie der sexuelle Kontakt zu Tieren stellen dementsprechend zwar keinen Ehebruch dar, es kommen dann jedoch andere Scheidungsgründe in Betracht.
Die von Amts wegen zu beachtende Frist zur Klageerhebung beträgt nach Art. 161 Abs. 2 tZGB sechs Monate ab dem Zeitpunkt, in dem der zur Klage berechtigte Ehegatte von der Ehebruchshandlung Kenntnis erlangt hat (relative Frist) oder unabhängig von der Kenntnis fünf Jahre von dem Zeitpunkt an, in dem der Ehebruch begangen wurde (absolute Frist). Handelt es sich um wiederholte Ehebrüche, so läuft die Frist erst von dem Tag der letzten Ehebruchshandlung an.
Eine Verzeihung (af) beseitigt gemäß Art. 161 Abs. 3 tZGB das Klagerecht. Im Unterschied zu früherem schweizerischem Recht (vgl. Art. 137 Abs. 3 a.F. chZGB) findet sich die Zustimmung zum Ehebruch bewusst nicht im Wortlaut wieder. Nach herrschender Meinung ist die vorherige Zustimmung aufgrund von Sittenwidrigkeit (ahlâka aykırılık) hinsichtlich des Klagerechts unbeachtlich. Eigener Ehebruch schließt die Klage grundsätzlich nicht aus.
Der Begriff zina stammt ursprünglich aus dem islamischen Recht, welches im Osmanischen Reich Anwendung fand. In der heutigen Rechtspraxis hat Zina jedoch den Bezug zum islamischen Recht verloren und ist nur mittelbar mit Zina im Islam in Verbindung zu bringen.

### Lebensnachstellung, Misshandlung oder Ehrenkränkung
In Art. 162 tZGB sind nach unterschiedlichen Literaturmeinungen zwei beziehungsweise drei Scheidungsgründe normiert. Da der Streit letztlich unerheblich ist, wird im Folgenden von drei Scheidungsgründen ausgegangen.
Die Nachstellung nach dem Leben (hayata kast) im Sinne des Art. 162 Abs. 1 Alternative 1 tZGB ist ein besonderer, verschuldensabhängiger und absoluter Scheidungsgrund, der ein mit Tötungsvorsatz gegen das Leben des anderen Ehegatten gerichtetes Handeln voraussetzt; bloße Drohungen genügen nicht. Unerheblich ist dabei, ob der Angriff auf das Leben durch Tun oder Unterlassen erfolgt ist.
Die schwere Misshandlung (pek kötü davranış) ist ebenfalls ein besonderer, verschuldensabhängiger und absoluter Scheidungsgrund. Eine schwere Misshandlung im Sinne des Art. 162 Abs. 1 Alternative 2 tZGB ist jede vorsätzliche Handlung, die geeignet ist, die körperliche oder psychische Integrität des anderen Ehegatten in schwerer Art und Weise zu beeinträchtigen.
Auch beim schwerwiegend ehrkränkenden Verhalten (ağır derecede onur kırıcı davranış) handelt es sich um einen besonderen, verschuldensabhängigen und nach herrschender Meinung einen absoluten Scheidungsgrund. Unter dem Begriff der Ehre (onur), die hier unmittelbares und ausschließliches Angriffsobjekt ist, ist nach herrschender Meinung die Achtung vor sich selbst („innere Ehre“) und insbesondere die Wertschätzung der Person in der Gesellschaft („äußere Ehre“) zu verstehen.
Entsprechend dem Scheidungsgrund des Ehebruchs ist die Klage innerhalb von sechs Monaten nach Kenntnis des klageberechtigten Ehegatten vom Scheidungsgrund (relative Frist), spätestens jedoch innerhalb von fünf Jahren nach Eintritt des Scheidungsgrundes (absolute Frist) zu erheben, Art. 162 Abs. 2 tZGB. Bei Verzeihung ist das Klagerecht gemäß Art. 162 Abs. 3 tZGB ausgeschlossen.

### Straftat und Lebenswandel
Art. 163 tZGB enthält zwei eigenständige Verschuldenstatbestände. Sowohl das Begehen einer ehrenrührigen Straftat (küçük düşürücü bir suç işleme) als auch der unehrenhafte Lebenswandel (haysiyetsiz hayat sürme) stellen besondere und relative Scheidungsgründe dar.
Ehrenrührige Straftaten sind im Gesetz nicht definiert. Nach herrschender Meinung können unter anderem etwa Unterschlagung, Veruntreuung, Vorteilsannahme, Bestechung, Diebstahl, Betrug und Urkundenfälschung (vgl. Art. 76 der Verfassung) einen Scheidungsgrund im Sinne des Art. 163 Alternative 1 tZGB darstellen.
Ein unehrenhafter Lebenswandel ist gegeben, wenn ein über eine gewisse Zeit andauerndes Verhalten den Ehegatten in seinem Lebenskreis nach allgemeiner Anschauung in der Ehre herabmindert und in den Augen des Ehepartners verächtlich macht.
Zur Erhebung der Klage ist keine Frist vorgesehen.

### Böswilliges Verlassen
Falls ein Ehepartner die gemeinsame eheliche Wohnung mit der Absicht, die ehelichen Pflichten nicht zu erfüllen, oder ohne anderen wichtigen Grund verlässt, hat der verlassene Partner das Recht eine Scheidungsklage zu erheben (Art. 164 tZGB).
Doch zunächst muss der verlassene Partner einen Antrag zur gerichtlichen Aufforderung zur Rückkehr (ihtar) stellen, welcher aber erst nach mindestens vier Monaten seit dem Verlassen gestellt werden kann. Sollten nach dieser Aufforderung zur Rückkehr weitere zwei Monate erfolglos vergangen sein, kann Scheidungsklage erhoben werden.

### Geisteskrankheit
Als letzten besonderen und relativen Scheidungsgrund erfasst Art. 165 tZGB die Geisteskrankheit (akıl hastalığı). Falls ein Ehepartner an einer Geisteskrankheit erkrankt, kann der andere Partner die Scheidung begehren. Damit die Geisteskrankheit jedoch einen Scheidungsgrund darstellt, muss sie unheilbar sein, was durch medizinische Gutachter zu attestieren ist.
Vor der Zivilrechtsreform im Jahr 2002 musste die Geisteskrankheit seit mindestens drei Jahren vorliegen.

## Allgemeine Scheidungsgründe

### Zerrüttung
Falls die eheliche Gemeinschaft so tief zerrüttet ist, dass die Fortsetzung der ehelichen Gemeinschaft keinem der Ehepartner zuzumuten ist, so kann jeder der Ehepartner gemäß Art. 166 Abs. 1 tZGB die Scheidungsklage erheben. Dies steht aber nur dem Partner mit weniger Schuld an der Zerrüttung zu (Art. 166 Abs. 2 tZGB). Wenn der Beklagte nachweist, dass er weniger Schuld hat und Widerspruch erhebt, wird der Antrag auf Scheidung abgelehnt. Falls keiner der Partner Schuld an der Zerrüttung hat (z. B. bei einer Krankheit), können beide Partner den Antrag stellen.
Für eine tiefe Zerrüttung der Ehe müssen grundlegende Meinungsverschiedenheiten bestehen. Alltägliche Streitigkeiten werden nicht als solche angesehen, vielmehr muss eine Dauerhaftigkeit der schweren Konflikte vorliegen und die Einstellung zur Ehe oder deren Verpflichtungen muss von mindestens einem der Ehepartner in Frage gestellt werden.
Neben dieser objektiven Komponente gibt es noch eine subjektive Komponente. Danach muss die Weiterführung der Ehe für mindestens einen der Ehepartner unerträglich sein. Dies anzuerkennen liegt im Ermessen des Richters.

### Einvernehmliche Scheidung
Seit der Zivilrechtsreform im Jahr 1988 können sich Eheleute im Einvernehmen scheiden lassen (Art. 166 Abs. 3 tZGB). Dafür muss die Ehe seit mindestens einem Jahr bestehen. Der Scheidungsantrag muss von beiden Ehepartnern eingebracht werden oder von einem Partner, wobei der andere zustimmen muss. Außerdem müssen beide Ehepartner persönlich vor dem Richter erscheinen, um zu bestätigen, dass sie einverstanden sind.
Eine weitere Voraussetzung ist, dass die beiden Partner sich in Bezug auf finanzielle Folgen (Schadensersatz, Unterhalt) und in Bezug auf gemeinsame Kinder (Sorgerecht) schriftlich geeinigt haben. Diese Einigung muss vom Richter bestätigt und bei Bedarf nachgebessert werden.

### Faktische Trennung
Gemäß Art. 166 Abs. 4 tZGB kann die Scheidung begehrt werden, falls nach Ablehnung einer Scheidungsklage drei Jahre vergangen sind und die eheliche Gemeinschaft nicht wiederhergestellt wurde. Es muss ein erneuter Antrag gestellt werden.

## Statistiken
Im Jahr 2010 wurden in der Türkei insgesamt 118.568 Ehescheidungen registriert, 4.406 beziehungsweise 3,72 % mehr als im Vorjahr. Knapp 40 % aller Scheidungen erfolgten in den ersten fünf Ehejahren. Die Zerrüttung (Art. 166 tZGB) stellte mit etwa 95 % den häufigsten Scheidungsgrund dar, gefolgt von den besonderen Scheidungsgründen des Verlassens (Art. 164 tZGB) an zweiter und des Ehebruchs (Art. 161 tZGB) an dritter Stelle.
In der Bundesrepublik Deutschland wurden 2009 insgesamt 7.838 Ehen richterlich geschieden, bei denen mindestens ein Ehepartner die türkische Staatsangehörigkeit hatte. Während es sich in 2.187 Fällen um türkisch-türkische Ehen handelte, wurden 3.240 Scheidungen gezählt, bei denen ein Ehepartner die deutsche Staatsbürgerschaft besaß (deutsche Frau/türkischer Mann: 2.491; türkische Frau/deutscher Mann: 749).